# らじるラボ
『らじるラボ』は、NHKラジオ第1で2020年3月30日から2023年3月17日まで放送されていたラジオの生ワイド番組。

## 概要
2012年4月から8年間にわたって放送されてきた『すっぴん!』の放送枠を引き継ぎ、新しい平日午前中の生ワイド番組として放送開始。
この番組では、NHKが行っている聴き逃しサービスを含むスマートフォンによる配信への誘導させるコーナーを設け、さらに、NHKの全国54局のネットワークを活かすとともに、ネームバリューに偏らないパーソナリティの起用で、「NHKだからできる」番組内容で「次の100年の音声メディアのかたち」を模索するもの。
なお、タイトルの「らじるラボ」とは、「デジタル時代の新たな音世界を提案する実験室」という意味が込められている。「らじる」はラジオを聞くだけでなく参加するという意味の造語である動詞。
レギュラー放送開始に先立って2020年3月18日の通常放送の時間帯に「らじるラボ〜お試し版〜」を放送。
8時台と11時台は主に毎日放送する企画を放送。9時台と10時台は曜日ごとに企画を放送するが、『FMリクエストアワー』を念頭に置いた「Fリクリターンズ」は月2回金曜日に放送するなど、時間帯や頻度など企画によって異なる。
2022年度末の3月17日をもって番組は終了し、この時間帯は2023年度となる4月3日より新番組「ふんわり」を放送する。曜日別パーソナリティは引き続き「ふんわり」に出演する。

## 放送時間
- ラジオ第1およびNHKワールド・ラジオ日本：月曜から金曜 8:30 - 11:50

## パーソナリティ
アンカー
- 吾妻謙（NHKアナウンサー、2022年10月のリニューアル後も引き続きパーソナリティとして出演）

曜日別パーソナリティ（2022年10月リニューアル後）
- 月曜日　山口もえ
- 火曜日　木村祐一
- 水曜日　伍代夏子
- 木曜日　六角精児
- 金曜日　黒川伊保子

代理パーソナリティ
- 水曜日　石原詢子（2022年10月26日）[3]
- 水曜日　長山洋子（2022年11月16日）[4]
- 木曜日　T字路s（2022年11月17日）[5]

コーナー別パーソナリティ（2022年9月まで）
- 阿佐ヶ谷姉妹（8時台→10月より11時台・阿佐ヶ谷姉妹のお困りでしたら）
- 野月貴弘（月曜10時台・てつおとラボ→てつおとネットワーク）
- せきしろ（水曜9 - 10時台・スナックおとあそび）
- バッファロー吾郎A（水曜9 - 10時台・スナックおとあそび）
- マンボウやしろ（水曜9 - 10時台・スナックおとあそび）
- バービー（水曜9 - 10時台・スナックおとあそび）
- 根本宗子（水曜9 - 10時台・スナックおとあそび）
- 上田誠（水曜9 - 10時台・スナックおとあそび）
- 残間里江子（木曜10時台・第1木曜・どうしたの?木曜相談室）
- 高濱正伸（木曜10時台・第2木曜・どうしたの?木曜相談室）
- 為末大（木曜10時台・第3木曜・どうしたの?木曜相談室）
- IKKO（木曜10時台・第4木曜・どうしたの?木曜相談室）
- MB（木曜10時台・第5木曜・どうしたの?木曜相談室）
- 錦見映理子（木曜8時台・映理子のみんなでたのシネマ、9時台・表現者たち）
- Baby Boo（金曜10時台・ベイビーブーが歌ってみた）

リポーター（2022年9月まで）
- 鈴木桂一郎
- 徳田章

## タイムテーブル
- 8:30 - オープニング、毎日リクエスト
- 8:38頃 - メッセージ、ナマゴエ紹介（月曜日 - ちょっと!もえさん、木曜日 - 今週のオレ!）
- 8:48頃 - 阿佐ヶ谷姉妹のお困りでしたら（2022年10月より11:40頃に変更）
- 8:55 - 全国の天気予報・交通情報（長野県・関西ブロックを除く）
- 9:00 - ニュース
- 9:05
  - 月曜日 - 子育てトーク
  - 火曜日 - あれこれ地理ほか[注釈 2]
  - 水曜日 - 夏子のおしゃべりしましょ![注釈 3]
  - 木曜日 - 六角精児のにっぽん名曲遺産[注釈 4]
  - 金曜日 - いほこのモヤモヤ相談室[注釈 5]
- 9:27頃 - 交通情報（関東甲信越等一部地域のみ）
- 9:30 - ニュース
- 9:33
  - 月曜日 - ラボトーク
  - 火曜日 - くらしラボ
  - 水曜日 - スナックおとあそび
  - 木曜日 - 表現者たち（インタビュー）
  - 金曜日 - 六角精児のにっぽん名曲遺産ほか
- 9:55 - ローカルニュース・交通情報など
- 10:00 - ニュース
- 10:05
  - 月曜日 - ラボトーク
  - 火曜日 - ラボ句会
  - 水曜日 - スナックおとあそび
  - 木曜日 - どうしたの?木曜相談室
  - 金曜日 - ベイビーブーが歌ってみたほか
- 10:27頃 - 交通情報（一部地域のみ）
- 10:30 - ニュース（主に『マイあさ!』のニュースリーダーが担当）
- 10:33
  - 月曜日 - てつおとネットワーク（2021年9月までは「てつおとラボ」）
  - 火曜日 - ラボ句会
  - 水曜日 - おーいニッポン・プチ
  - 木曜日 - どうしたの?木曜相談室
  - 金曜日 - ベイビーブーが歌ってみたほか
- 10:55 - らじるの時間（北海道ブロック・関西ブロック・四国ブロックを除く）
- 11:00 - ニュース
- 11:05 - 週替りコーナー（最終週は『らじる文庫』を放送（物語やエッセーの朗読番組））
- 11:27頃 - 交通情報（一部地域のみ）
- 11:30 - ニュース
- 11:33 - メッセージ、ナマゴエ紹介
- 11:48 - エンディング

### 変則スケジュール
- 2020年4月29日は祝日（昭和の日）であるが放送、ただし新型コロナウイルス関連費用が盛り込まれた補正予算を4月30日までに成立させる国会の中継のため以下のように変更。
  - 8:05〜8:30 - オープニング
  - 8:30〜10:37 - 国会中継 第201回国会・衆議院予算委員会・2020年度第1次補正予算審議[6]
  - 審議終了後 - 番組再開
- 2021年2月11日は祝日（建国記念の日）であるが、『祝日も!らじるラボ 「恋うた」リクエストスペシャル!』として8:05 - 11:50に放送枠を拡大して放送を行った。